# Livonci
Livonci neboli Lívové (livonsky līvlizt, lotyšsky lībieši, līvi, estonsky liivlased, latinsky Livones) jsou původní obyvatelé Livonska a velké části dnešního severozápadního Lotyšska a jihozápadního Estonska. Na rozdíl od Lotyšů, Litevců a většiny národů Evropy nemluví indoevropským jazykem, ale ugrofinským, livonštinou, který je blízce příbuzný estonštině a finštině.
Historické, sociální a ekonomické faktory, spolu s etnicky rozptýlenou populací, mají za následek pokles livonské populace. Dnes již přežívá jen malá skupina lidí. Podle sčítání lidu v roce 2000 bylo v Lotyšsku pouze 176 Livonců. A v roce 2014 ještě 171 Livonců. 